# Akyaka (district)
Akyaka is een Turks district in de provincie Kars en telt 12.712 inwoners (2007). Het district heeft een oppervlakte van 406,8 km². Hoofdplaats is Akyaka.
De bevolkingsontwikkeling van het district is weergegeven in onderstaande tabel.
| 1997   | 2000   | 2007   |
| ------ | ------ | ------ |
| 13.345 | 14.526 | 12.712 |